# Дам-Малька, Оливье
Оливье Даме Малька (фр. Olivier Dame-Malka, родился 30 мая 1990, Монреаль, Квебек, Канада) — канадский и французский хоккеист, защитник сборной Франции.

## Карьера
Начал заниматься хоккеем в родном городе. Прошел школу юниорских американских и канадских лиг. Защитник провел один сезон в АХЛ за «Гамильтон Булдогс». В 2014 году Даме Малька приехал играть на родину своих предков во Францию. В составе клуба «Драгон де Руан» он выиграл чемпионат страны и Континентальный кубок. Позднее хоккеист принял решение принять французское гражданство и выступать за сборную этой страны. За нее он дебютировал в 2017 году на домашнем Чемпионате мира.
11 мая 2019 года Даме Малька в стартовом матче сборной Франции на словацком Чемпионате мира против сборной Дании поразил ворота Себастьяна Дама с центра площадки. Однако эта шайба не помогла победить французам. Они уступили сопернику по буллитам со счетом 4:5.

## Достижения
- Обладатель континентального кубка (1): 2016.
- Чемпион Франции (1): 2016.